# خوزه پدرازا (ورزشکار دو و میدانی)
خوزه پدرازا (انگلیسی: José Pedraza; ۱۹ سپتامبر ۱۹۳۷ – ۱ ژوئن ۱۹۹۸) ورزشکار دو و میدانی، و پرسنل نظامی اهل مکزیک بود.